# Диковинка (Вологодская область)
Диковинка — упразднённый хутор в Бабушкинском районе Вологодской области России.

## География
Урочище находится в юго-восточной части области, в подзоне южной тайги, на правом берегу реки Илезы, на расстоянии примерно 29 километров (по прямой) к северо-востоку от села имени Бабушкина, административного центра района.

### Климат
Климат характеризуется как умеренно континентальный, с продолжительной холодной зимой и умеренно тёплым летом. Среднегодовая температура воздуха — +1,8 °C. Средняя температура воздуха самого холодного месяца (января) — −13,1 °C (абсолютный минимум — −46 °C), средняя температура самого тёплого (июля) — +17 °С (абсолютный максимум — +37 °С). Вегетационный период длится 115 дней. Среднегодовое количество атмосферных осадков составляет 659 мм, из которых около 460 мм выпадает в период с апреля по октябрь. В течение года господствуют ветры юго-западного направления.

## История
По данным 1926 года на хуторе имелось 2 хозяйства и проживало 12 человек (8 мужчин и 4 женщины). Являлся частью Косиковского сельсовета.
В 1940 году хутор Диковинка входил в состав Демьяновского сельсовета Леденгского района. Упразднён не позднее 1973 года.